# Plebejus hypochiona-graeca
Plebejus hypochiona-graeca är en fjärilsart som beskrevs av Tutt 1969. Plebejus hypochiona-graeca ingår i släktet Plebejus och familjen juvelvingar. Inga underarter finns listade i Catalogue of Life.